# You're a Woman, I'm a Machine
You're a Woman, I'm a Machine Toronto-duon Death from Above 1979s debutalbum. Det släpptes 26 oktober 2004 på fyra olika skivbolag. Nästan ett år senare släpptes Romance, Bloody Romance, ett remixalbum med debutalbumets låtar.

## Låtlista
1. "Turn It Out" – 2:39
2. "Romantic Rights" – 3:15
3. "Going Steady" – 2:49
4. "Go Home, Get Down" – 2:19
5. "Blood on Our Hands" – 2:59
6. "Black History Month" – 3:48
7. "Little Girl" – 4:00
8. "Cold War" – 2:33
9. "You're a Woman, I'm a Machine" – 2:53
10. "Pull Out" – 1:50
11. "Sexy Results" – 5:55